# Klis (przełęcz)
Klis – przełęcz górska.
Znajduje się między górami Kozjak i Mosor, na wysokości 360 m n.p.m.
Na południowej stronie tej przełęczy znajdują się osiedla, które tworzą Klis, a droga dalej prowadzi do Solinu, Kašteli, Trogiru i Splitu.
Na północnej stronie tej przełęczy znajduje się Dugopolje.
Z powodu wyjątkowej strategicznej ważności tej przełęczy, na górze powyżej Klis-Varošu i Klis-Megdanu wybudowano twierdzę Klis.
Jako że przez nią wiedzie bezpośrednie połączenie lądu z wybrzeżem adriatyckim, jest wystawiona na silną borę (tzw. kliška bura).